# تاريخ الولايات المتحدة (2008 حتى الحاضر)
بدأ تاريخ الولايات المتحدة الأمريكية من العام 2008 حتى الوقت الحاضر مع انهيار الفقاعة الإسكانية والذي أدى إلى الأزمة المالية في 2007-2008، الأمر الذي مكّن الديمقراطيين من الفوز بالرئاسة في العام 2008، وهو العام الذي شهد انتخاب باراك أوباما كأول رئيس أسود في تاريخ أمريكا. منحت الحكومة الكثير من القروض الضخمة واعتمدت حُزمًا من الحوافز الاقتصادية في سبيل تحسين ظروف الاقتصاد. شملت مبادرات أوباما الداخلية قانون الرعاية الصحية (أوباما كير) الذي أصلح جوانب متعددة في نظام الرعاية الصحية الأمريكي وأدّى إلى إنشاء نظام تأمين صحي حكومي. أمر الرئيس أوباما بسحب القوات الأمريكية المقاتلة من العراق، وركّز جهود أمريكا على الحرب على الإرهاب في أفغانستان، حيث بدأ رفع عدد الجنود بدايةً من العام 2009. في العام 2010، بسبب السخط العام على الوضع الاقتصادي، والبطالة، والإنفاق الحكومي الفيدرالي، سيطر الجمهوريون على مجلس النواب، الكونغرس، وانخفضت أغلبية الديمقراطيين السابقة في مجلس الشيوخ.
في العام 2011، أعلن أوباما أن قوّات خاصة أمريكية قتلت زعيم تنظيم القاعدة، أسامة بن لادن، خلال عملية سرية في الباكستان في نفس العام الذي أُعلن فيه عن انتهاء الحرب في العراق رسميًّا. في العام التالي أُعيد انتخاب أوباما رئيسًا. في يونيو 2013، ألغت المحكمة القضائية العليا البند الثالث من قانون حماية الزواج، ونتج عن ذلك اعتراف الحكومة الفيدرالية القانوني بزيجات مثليي الجنس. في العام 2015، أصدرت المحكمة العليا قرارًا يطالب جميع الولايات بالاعتراف بزواج مثليّي الجنس والاعتراف بالزيجات من نفس الجنس التي جرى تنفيذها بشكل صحيح في دوائر قضائية أخرى، نتيجة لقضية أوبرجيفيل ضد هودجيز.
وقعت حوادث إطلاق نار مميتة، خصوصًا مذبحة دار سينما أورورا في العام 2012، وحادثة إطلاق نار مدرسة ساندي هوك الابتدائية، وهو ما أشعل لهيب الجدل الدائر بخصوص قوانين ضبط حمل الأسلحة ومسبّبات هذه الحوادث. بعد حوادث مقتل العديد من المواطنين السود، مثل إيريك جارنر، ومايكل براون، وفيلاندو كاستيل، دون خضوع مرتكبيها من الشرطة للمحاكمة، نشطت حركة حياة السود مهمّة التي حفّزت النقاش والمظاهرات وأعمال الشغب ضد التنميط العنصري، ووحشية الشرطة، وكافة أعمال التمييز العنصري بين البيض والأمريكان السود. أعاد الهجوم على نادي ليلي للمثليين في أورلاندو النقاش بخصوص العنف ضد مجتمع الميم والإرهاب الإسلاموي.
بعد التغطية الإعلامية غير المسبوقة للانتخابات الرئاسية في العام 2016، هزم رجل الأعمال دونالد ترامب وزيرة الخارجية السابقة هيلاري كلينتون ما أدى إلى إحكام سيطرة الجمهوريين على كافة أجهزة الحكومة. تميّزت الأشهر الأولى لترامب في الرئاسة بتغيير في الموقف من السياسات التي اتخذتها الإدارة السابقة. أدّت سياسات ترامب المعادية للمهاجرين (حظر السفر على المسلمين، تفريق العائلات على الحدود الجنوبية، والدعوة لبناء لجدار فصل على الحدود الجنوبية) ومَلْء وظائف وكالة حماية البيئة الأمريكية بمعارضين شرسين لحركة المحافظة على البيئة أدّت إلى نشوب الخلافات في أوساط الليبراليين. واجهت إدارته معارضةً تمثّلت في سلسلةٍ من المظاهرات والاحتجاجات، كان أبرزها مظاهرات الحراك النسائي في الولايات المتحدة الأمريكية والتي انضم لها 5 ملايين متظاهرة ومتظاهر في جميع أنحاء العالم. في العام 2018، استعاد الديمقراطيون سيطرتهم على مجلس النواب رغم القضية التي ما زالت مفتوحة بخصوص التقسيم الكيفي للدوائر الانتخابية، وأرسل الديمقراطيون إلى الكونغرس وفدهم الأكثر تنوّعًا في تاريخ السياسة الأمريكية لضمّه عددًا أكبر من النساء، في حين أن الأغلبية للجمهوريين في مجلس الشيوخ ارتفعت بشكل طفيف.
خلال العقد الأول من القرن الواحد والعشرين، شهدت البلاد اضطراباتٍ تتعلق بالعلاقات الإثنية. كما شهدت أمريكا صعود موجة من حركة اليمين البديل. في أغسطس 2017، حدثت تظاهرات شارلوتسفيل المؤيدة لليمين، وخلال التظاهرة، صدم أحد النازيين الجُدد بسيّارته متظاهرًا معارضًا لليمين ما أدّى إلى مقتله. منذ منتصف العقد الأول من القرن الواحد والعشرين، تعتبر وزارة الأمن القومي ومكتب التحقيقات الفيدرالية خطرَ حركة سيادة البيض وعنف اليمين البديل كأهمّ مسبّبات الإرهاب الداخلي في الولايات المتحدة الأمريكية. حشدت بعض المنظمات الشعبية اليسارية كردة فعل على تزايد اليمين البديل، وأبرزها حركة أنتيفا، رغم أن التأثير الذي تؤديه هذه الحركة ضيق النطاق. أثار دونالد ترامب الجدل بمساواته حركة أنيتفا باليمين البديل، خصوصًا فيما يتعلق بحادثة وحدوا اليمين في شارولتسفيل. صنّف إف بي آي ووزارة الأمن القومي الأمريكية أنتيفا على أنها منظمة إرهابية داخلية.
كما شهدت هذه الفترة تحوّلًا عن الدعم لوسائل الإعلام العريقة مثل سي إن إن، وفوكس نيوز، وإم إس إن بي سي. أضحت الأخبار المزيفة ظاهرة سائدةً طوال فترة دورة انتخابات العام 2016 وما بعدها. نتيجةً لذلك، تعمّق عدم الثقة بوسائل الإعلام الرئيسية لدى الجمهور الأمريكي وراحت تظهر مصادر إعلامية بديلة. كما تراجع الإعلام التقليدي في التصنيفات وخسر معظم الدعم العام، وواجه انتقادات شديدةً بخصوص التضليل، والرقابة، وتهديدات التشهير الموجّهة ضد الأفراد. أدى ذلك إلى توجه شامل لدى الجمهور السابق لوسائل الإعلام التقليدي نحو مصادر بديلة للأخبار المستقلة، الموجودة على يوتيوب، ووسائل التواصل الاجتماعي، والمواقع المملوكة بشكل مستقل.
انتشرت منصات وسائل التواصل الاجتماعي انتشارًا هائلًا في هذه الفترة، وازدادت نسبة مبيعات الأجهزة الهاتفية الذكية أضعافًا مضاعفة، الأمر الذي أدى إلى مَيلٍ عامّ في المجتمع إلى استخدامٍ أكبر للأجهزة الإلكترونية. 
نهض التغيّر المناخي الناجم عن النشاط البشري ليصبحَ -باعتراف الأوساط العلميّة- أكبر مشكلة تواجه العالم. في الوقت ذاته انتشرت حركة إنكار التغير المناخي (من ناحية وجودها وتأثيراتها الملموسة). يُذكر أن الكوكب في طريقه لتخطّي المقياس المرجعي لـ2 درجة مئوية بكثير. في العام 2017، سحب الرئيس ترامب الولايات المتحدة الأمريكية من اتفاق باريس للمناخ. تشمل المخاوف الأخرى لأنصار حماية البيئة في هذه الفترة الانقراض الشامل، التلوث الميكروبلاستيكي، وتدمير آخر براري الكوكب ومناظره الطبيعية العظيمة.
في 19 ديسمبر 2019، وللمرة الثالثة في تاريخ الولايات المتحدة الأمريكية، نفّذ مجلس النواب الأمريكي، الكونغرس، بنود نزع الحصانة عن رئيس خلال فترة رئاسته. نُزعت الحصانة عن الرئيس ترامب بسبب اتهامه بإساءة استخدام السلطة وإعاقة عمل الكونغرس.

## الصراعات

### الحرب في أفغانستان
ظلّت الحرب في أفغانستان مستمرة. في سبتمبر 2008، أعلن الرئيس بوش الابن عن نيته نقل 4500 جندي أمريكي من العراق للزج بهم في الصراع في أفغانستان. لم يتمّ هذا النقل حتى جاء الرئيس المنتخب حديثًا باراك أوباما، الذي أعلن في فبراير 2009 أن الولايات المتحدة الأمريكية ستنشر 17000 جنديًّا من قواتها العسكرية في أفغانستان. أعلنت إدارة أوباما لاحقًا عن زيادة أخرى للقوات في أفغانستان تبلغ 30000 في صيف العام 2010، على أن يبدأ سحب القوات البالغ عددها 100000 في يوليو 2011. تمشّيًا مع زيادة عدد القوات الأمريكية، أطلقت قوات المساعدة الدولية لإرساء الأمن في أفغانستان (إيساف) التي يقودها الناتو أطلقت حملة عسكرية باسم عملية مشترك للقضاء على تمرد طالبان في محافظة هلمند. كانت هذه أكبر عملية مشتركة خلال الحرب على أفغانستان، باشتراك 15000 جندي فيها.
في العام 2010، بعد نشر مقالٍ عن اللواء بالجيش الأمريكي وقائد إيساف ستانلي مكريستال في مجلة رولينغ ستون، أُجبر مكريستال على الاستقالة من منصبه بعد إدلائه بتصريحات مثيرة للجدل تتعلق بكبار مسؤولي إدارة أوباما. أعلن أوباما عن تعيين الجنرال ديفيد بيتراويس قائدًا لإيساف.
في 1 مايو 2011، أعلى الرئيس باراك أوباما أن الولايات المتحدة قد نفذت عملية أدّت إلى مقتل زعيم تنظيم القاعدة، أسامة بن لادن في مجمّع سكني في آبوت أباد، في الباكستان. حظي الإعلان بإشادة على مستوى العالم أجمع، وقامت احتفالات عفوية في غراوند زيرو (موقع برج التجارة العالمي)، وساحة تايمز سكوير، وأمام البيت الأبيض. نجم عن المداهمة الأمريكية لسكن ابن لادن في آبوت آباد توتر في العلاقات الدبلوماسية بين الولايات المتحدة والباكستان. تبقى العلاقات بين البلدين غير ملتئمة بسبب الحرب على الإرهاب التي خلّفت العديد من الضحايا المدنيين بسبب برنامج الطيارات بدون طيار الأمريكي، وهجوم الناتو على الباكستان في العام 2011، الذي نتج عنه مقتل 28 ضابطًا عسكريًّا، وإغلاق الباكستان لخطوط إمداد الناتو إلى أفغانستان المجاورة.
في منتصف العام 2011، أعلن الرئيس أوباما بدء عملية سحب القوات الإضافية البالغ عددها 33000 من القوات التعزيزية للعام 2010. بحلول ديسمبر 2011، انسحبت الدفعة الأولى البالغ عددها 10000 جندي، وانسحبت الدفعة الثانية البالغ عددها 23000 جندي لاحقًا في سبتمبر 2012.
حتى فبراير 2014، بلغ عدد الجنود الأمريكيين القتلى في حرب أفغانستان 2307 والجرحى 19656. تذكر التقديرات التي وضعها معهد واتسون للدراسات الدولية في جامعة براون أن عدد المدنيين الأفغان الذين قتلوا بسبب الحرب يبلغ عددهم بين 16725 إلى 19013.
أوقفت قوات المساعدة الدولية لإرساء الأمن في أفغانستان (إيساف) العمليات العسكرية وحُلّت في ديسمبر 2014، وبقي عدد صغير من الجنود في أفغانستان لتقديم المشورة كجزء من المنظمة التي خلفت إيساف، بعثة الدعم الحازم.

### حرب العراق
مع تدهور الأحوال في العراق بشكل مطّرد، راح صانعو القرار السياسي يبحثون عن خيارات جديدة. نتج عن هذا إنشاء مجموعة دراسة العراق، وهي لجنة حيادية ترأسها جيمس بيكر ولي إيتش هاميلتون. طرحت اللجنة عدة اقتراحات: كان من أبرز هذه الاقتراحات هو وجوب سعي الولايات المتحدة لتخفيض وجود قواتها في العراق، وانخراط أوسع في الدول المجاورة، وتركيز أكبر على حلّ الصراعات الداخلية الأخرى، مثل الصراع الإسرائيلي-الفلسطيني. بشكل عام، لم تلقَ هذه التوصيات آذانًا صاغية، وبدلًا من ذلك، أمر الرئيس بوش بزيادة عدد القوات الأمريكية في العراق في العام 2007 ومرة أخرى في 2008. انخفضت وتيرة العنف في العراق في العامين 2008 و2009، وانتهى الدور القتالي للولايات المتحدة الأمريكية في أغسطس من العام 2010. سُحبت القوات الأمريكية بأعداد كبيرة في العامين 2009 و2010، وأُعلن عن انتهاء الحرب رسميًّا في ديسمبر 2011.

## الإرهاب المحلي
في 15 أبريل 2013، انفجرت قنبلتان قرب خط النهاية لماراثون بوسطن في مدينة بوسطن بولاية ماساتشوستس. أسفر الانفجار عن مقتل ثلاثة أشخاص وجرح 280 آخرين. بعد ذلك بثلاثة أيام، طاردت شرطة بوسطن المتهمَين تاميرلان وجوهر تسارناييف بعد أن قتلا مسؤولًا في معهد ماساتشوستس للتكنولوجيا. قُتل تاميرلان خلال اشتباك مسلّح مع الشرطة في مدينة ووترتاون قرب بوسطن، وفي اليوم التالي اعتُقل جوهر الذي كان مصابًا إصابات بالغة.
في 2 ديسمبر 2015، وخلال هجوم سان بيرناندينو، قُتل 14 شخصًا وجُرح 22 آخرون في حادثة إطلاق نار جماعي في حفلة عيد الميلاد بمركز إنلاند ريجينال في مدينة سان بيرناندينو في ولاية كاليفورنيا. كان المسؤول عن الهجوم -الذي اعتبر حادثة إطلاق نار في مكان العمل، وهجومًا إرهابيًا في الوقت نفسه- شخصين هما رضوان فاروق، العامل في مجال الرعاية الصحية والذي كان موظفًا في المركز، وزوجته تاشفين مالك. كان الشخصان مواطنين أمريكيين من أصول باكستانية، اعتنقا أفكارًا متطرفة وعبّرا عن ولائهما للحركة الجهاديّة قبل الهجمات. اشتمل الهجوم على محاولة تفجير فاشلة. بعد أربع ساعات من الهجوم، قُتل المنفّذين خلال اشتباك مسلّح مع الشرطة وجُرح خلاله رجُلا شرطة.

## الجريمة والعنف
في استمرار لتزايد حوادث إطلاق النار الجماعية البارزة في المدارس التي لوحظت في أواخر تسعينيات القرن العشرين والعقد الأول من القرن الحادي والعشرين، فوجئت البلاد بحوادث إطلاق نار أخرى في المدارس في عام 2010، وكان أكثرها دموية إطلاق النار في جامعة أويكوس وإطلاق النار في مدرسة ساندي هوك الابتدائية (كلتا الحادثتين وقعتا في عام 2012) وعمليات القتل في إيسلا فيستا وإطلاق النار في جامعة اومبكوا كوميونيتي (2015) وحادثتي إطلاق النار في ثانويتي ستونمان دوغلاس وسانتا في (كلاهما في عام 2018). أدت عمليات إطلاق النار هذه، ولا سيما إطلاق النار في ساندي هوك وستمونمان دوغلاس، إلى زيادة الجدل حول قوانين حمل السلاح، وعززت الجدل العام حول تحسين رعاية الصحة النفسية والسلامة المدرسية.
في شهر نوفمبر من عام 2009، قتل نضال مالك حسن الرائد في الجيش الأمريكي 13 جنديًا زميلًا وجرح 30 في إطلاق نار في فورت هود في كيلين، تكساس. وفي حين وصف البعض هذا العمل بأنه إرهابي نظرًا إلى تراث حسن الإسلامي، فإن مكتب التحقيقات الفيدرالي استبعد أن يكون الهجوم مدبرًا من قبل منظمة إرهابية. وفي 16 سبتمبر 2013، تخطت جريمة قتل جماعي أخرى في قاعدة عسكرية أمريكية تلك الحادثة حين أطلق جندي احتياطي سابق في البحرية النار من بندقية في نافي يارد في واشنطن، مما أسفر عن مقتل 12 مقاولًا مدنيًا وإصابة أربعة آخرين في مقر قيادة أنظمة القوى البحرية جنوب شرق العاصمة واشنطن.
في 8 يناير 2011، كان النائب الأمريكي غابي جيفوردز هدفًا لمحاولة اغتيال حين أطلق رجل مسلح النار، مما أدى إلى إصابة جيفوردز بجروح خطيرة، ومقتل القاضي الفيدرالي جون رول وخمسة أشخاص آخرين، وجرح 14 آخرين.
في 20 يوليو 2012، أطلق رجل النار على 70 شخصًا (كان ذلك حتى ذلك الوقت أعلى رقم لضحايا أي إطلاق نار جماعي في تاريخ أمريكا) في دار سينما في أورورا في ولاية كولورادو، مما أسفر عن مقتل 12 شخصًا وإصابة 58 آخرين.
في 12 يونيو 2016، أسفر هجوم على ناد ليلي في أورلاندو عن مقتل 50 شخصًا من بينهم منفذ الهجوم. وقد تخطى ذلك الهجوم مذبحة جامعة فيرجينيا كأكثر هجوم دموي في تاريخ أمريكا، وصُنف أيضًا على أنه هجوم إرهابي وجريمة كراهية ضد مجتمع الميم.
وفي 1 أكتوبر 2017، تخطت حادثة إطلاق نار لاس فيغاس ستريب حادثة أورلاندو كأكبر هجوم دموي في تاريخ أمريكا حين أطلق مسلح النار من غرفته في الطابق 32 في فندق ماندالاي باي على حشد من رواد حفلة موسيقية في مهرجان الطريق هارفست 91، مما أسفر عن مقتل 58 شخصأ وإصابة 869 آخرين قبل انتحار منفذ العملية. أدت هذه الحادثة إلى زيادة النقاش والجدل حول التحكم بالسلاح، لا سيما استخدام مخزون الاصطدام الذي سمح للرامي بإطلاق النار من بندقيته شبه الآلية بمعدل مماثل لسلاح آلي بالكامل. وفي أعقاب هذا الحدث أصبحت المخاوف حول أمن الحفلات العامة وأمن الفنادق نقطة للجدل العام. وإضافة إلى ذلك، كان التحقيق محور تدقيق مكثف، خاصة وأن التقارير الرسمية والجداول الزمنية تغيرت عدة مرات طوال فترة التحقيق. وأدى هذا أيضًا إلى بروز عدد من نظريات المؤامرة.
وبالرغم من ذلك، في الشهر التالي في 5 نوفمبر، قتل جندي سابق في القوات البحرية الأمريكية يعاني من اضطرابات 26 شخصًا من رواد كنيسة فيرست بابتيست في إطلاق نار في سثرلاند سبرينغس. ووقع أسوأ إطلاق نار جماعي في التاريخ الحديث في كل من ولاية تكساس وفي مكان عبادة أمريكي، متخطيًا حادثة إطلاق النار على كنيسة تشارلستون 2015 وإطلاق النار على معبد واديل البوذي عام 1991 وإطلاق النار على كنيس بيتسبرغ عام 2018 وخلق أيضًا جدالات عديدة حول التحكم بالأسلحة ولفت الأنظار إلى ثغرات في الإبلاغ إلى النظام الفيدرالي للتحقق من الخلفية الذي يهدف إلى حظر المعتدين المحليين المدانين.

## الكوارث

### كوارث طبيعية
في ربيع عام 2011، أثرت حالات عديدة من اندلاع أعاصير ضخمة على وسط وجنوب الولايات المتحدة. فقُتل 43 شخصًا في اندلاع إعصار في الفترة بين 14 و16 أبريل. وقُتل ما يزيد عن 350 شخصًا في اندلاع إعصار منذ 25 حتى 28 أبريل، وقد كان ذلك الإعصار الأكثر فتكًا في أمريكا خلال 75 عامًا (منذ إعصار توبيلو-غينزفيل عام 1936). وقد لحقت أكبر الأضرار خلال الإعصارات بولايات أوكلاهوما وأركنساس وميسيسيبي وتينيسي وجورجيا ونورث كارولينا وفيرجينيا، وبشكل خاص ألاباما التي شهدت لوحدها أكثر من 250 حالة وفاة. تسببت موجة الأعاصير الأخيرة بأضرار تبلغ قيمتها 10 مليار دولار، مما جعلها موجة الأعاصير التي تتسبب بأكبر الخسائر المادية. في 22 مايو، دمر إعصار جوبلين لعام 2011 جوبلين، ميسوري، متسببًا بمقتل 154 وإصابة ما يزيد عن 1000 شخص وأضرارًا تتراوح قيمتها بين 1 و3 مليار دولار، الأمر الذي جعله أقوى إعصار تشهده الولايات المتحدة خلال 64 عامًا والإعصار الذي تسبب بأكبر خسائر مالية على مر العصور.
في شهر أغسطس من عام 2011، كان إعصار إيرين أول إعصار يتسبب بانهيار أرضي منذ إعصار إيكي في عام 2008 الذي ضرب الساحل الشرقي للولايات المتحدة والذي تسبب بانهيارات أرضية في نورث كارولينا ونيوجيرسي ونيويورك. تسبب الإعصار بمقتل ما لا يقل عن 45 شخصًا وبخسائر تقدر قيمتها ب10 مليارات دولار. لوحظ في الإعصار بشكل خاص فيضاناته الشديدة في الشمال الشرقي، وبعد يومين، تسببت العاصفة الإستوائية لي بانهيار أرضي في لويزيانا، وجرى تتبع بقاياها إلى الشمال الشرقي حيث تسببت بالمزيد من الفيضانات المدمرة.
في شهر أكتوبر من عام 2012، ضرب إعصار ساندي الساحل الشرقي للولايات المتحدة، الأمر الذي تسبب بانهيار أرضي على مقربة من أتلانتيك سيتي، نيوجرسي. وتسببت العاصفة بانقطاع التيار الكهربائي عن ملايين الأشخاص وبفيضانات في أجزاء من مدينة نيويورك إضافة إلى دمار شاطئ جيرسي وأجزاء من لونغ آيلند وجزيرة ستاتن. ألقي اللوم على العاصفة في 121 حالة وفاة وتشير التقديرات إلى أنها تسببت بخسائر لا تقل عن 50 مليار دولار.
في شهر مايو من عام 2013، قُتل ما لا يقل عن 24 شخصًا، وأصيب 377 شخصًا وتسبب بأضرار تبلغ قيمتها بين 1.5 مليار و3 مليار دولار حين ضرب إعصار مور ضاحية مور في أوكلاهوما، والتي ضربها بقوة إعصار إف5 المدمر والمميت قبل 14 عامًا فقط.
في أغسطس من عام 2017، أصبح الإعصار هارفي أول إعصار ضخم يتسبب بانهيار أرضي في الولايات المتحدة منذ إعصار ويلما في عام 2005. ودمر الإعصار هيوستن، تكساس، متسببًا بفيضانات ضخمة و83 وفاة مؤكدة، وقدرت الخسائر بين 70 مليار و200 مليار دولار. بلغت أعلى سرعة لرياح هارفي 130 ميلًا في الساعة.
في سبتمبر، ضرب إعصار إيرما ولاية فلوريدا، متسببًا بمقتل 102 شخصًا وبأضرار تزيد قيمتها عن 62.87 مليار دولار، الأمر الذي جعل منه بشكل غير رسمي في المرتبة الرابعة من بين أكثر الأعاصير التي تسببت بخسائر مادية. امتد حجم العاصفة عبر شبه جزيرة فلوريدا بأكملها وأُعلنت حالة الطوارئ في جميع مقاطعات فلوريدا البالغ عددها 67 مقاطعة.